# Ekaterina Genieva
Ekaterina Yurievna Genieva, coneguda internacionalment com a Ekaterina Genieva (en rus: Екатери́на Ю́рьевна Гéниева); Moscou, 1 d' abril de 1946-Israel, 9 de julio de 2015) va ser una bibliotecaria, filòloga i escriptora russa. Exercí com a directora de la Biblioteca Estatal de Literatura Estrangera de tota Rusia Margarita Rudomino des de 1993 hasta 2015. Doctora en Filologia, va ser una de les autores de la Gran enciclopèdia russa i va formar part del Consell de Cultura i les Arts durant la presidència de Boris Ieltsin.

## Estudis
Genieva va néixer a Moscou. La seva mare era metge i va ser criada per la seva àvia. Estudià literatura anglesa a la Facultat de Filologia de la Universitat Estatal de Moscou i va defensar la seva tesi de doctorat en Lletres el 1972 sobre James Joyce. Va ser la primera tesi a la Unió Soviètica sobre aquest autor que havia estat prohibit al país. Continuaria escrivint crítiques i bibliografies de molts autors anglesos, com Charles Dickens, Jane Austen, Virginia Woolf i les germanes Brontë.

## Trajectòria professional
Es va incorporar a la Biblioteca de Literatura Estrangera el 1971 on hi va treballar la resta de la seva carrera. La biblioteca tenia obres en 140 llengües i era un lloc on la gent podia investigar sobre temes i autors que altrament estaven prohibits o censurats a la Rússia soviètica. Es va convertir en subdirectora de Viacheslav Ivánov el 1990.
Durant l'intent de cop d'Estat soviètic del 1991, va permetre que les fotocopiadores de la biblioteca, que estaven vigilades sota estricte control a la Unió Soviètica, s'utilitzessin per publicar diaris de la resistència. Un funcionari del govern va investigar aquest fet, i Genieva va assumir-ne la responsabilitat. El funcionari simplement va insistir que correguessin les cortines per evitar que la llum de les fotocopiadores es veiés des del carrer.
Després de la dissolució de la Unió Soviètica a finals de 1991, la iniciativa britànica anomenada Book Aid va donar més d'un milió de llibres al país. Genieva va coordinar la distribució dels llibres a les biblioteques de l'ex Unió Soviètica. En resposta a les preocupacions sobre quin tipus de material enviar, va dir: «Envie-ho tot! Ja hem tingut prou censura!». També va encapçalar els esforços per identificar i tornar més de 40 000 llibres saquejats de les biblioteques europees per les tropes soviètiques durant la Segona Guerra Mundial.
El 1993 va ser designada directora de la biblioteca, cosa que va permetre durant la seva gestió l'obertura de catorze centres culturals de diferents llengües, sales infantils, sala de lectura de religió, catàlegs automatitzats, el Centre de Preservació i Conservació (PAC) de la IFLA, entre d'altres, la qual cosa va convertir la biblioteca en una institució d'avantguarda.
Va ser presidenta de l'Open Society Foundation de russa del 1995 al 2004, finançada per George Soros, que va ajudar a establir l'accés a Internet, proporcionar llibres de text i finançar biblioteques a tot el país. Així mateix va obtenir la primera vicepresidència de la Federació Internacional d'Associacions i Institucions Bibliotecàries (IFLA) entre 1993 i 1997,actuant com a cofundadora i vicepresidenta de l'Associació de Biblioteques de Rússia (1994–2004), a la qual va integrar el comitè nacional rus de la Unesco, i afavorint la filiació al Comitè Consultiu Internacional del Programa Memòria del Món de la Unesco. També va ser la primera dona proposada per ser membre de l'Athenaeum Club.

## Premis i reconeixements
Entre els premis i reconeixements atorgats a la seva persona:
- 1999 - Diploma honorari de l'IFLA
- 2001 - Doctorat honorari en Lletres. Universitat d'Illinois a Urbana-Champaign,USA.
- 2002 - Ordre al Mèrit Docent i Cultural Gabriela Mistral, Xile
- 2005 - Creu de reconeixement, Letònia
- 2005 - Premi Max Herman, Alemanya
- 2005 - Premi Pro Cultura Hungarica, Hungría
- 2006 - Orde al Mèrit de la República Federal Alemanya, Alemanya
- 2007 - Ordre de l'Imperi Británic
- 2009 - Legió d'Honor, França
- 2009 - Diploma del Ministeri de Cultura del Japó

## Obra selectiva
- Genieva, Ekaterina «Legal aspects of the Internet». The International Information & Library Review, 29, 3-4, 1997, pàg. 381-392. DOI: 10.1080/10572317.
- Genieva, Ekaterina «The Fate of Displaced Cultural Valuables in Russia: Different Approaches to One Problem». Libri, 50, 3, 2000, pàg. 217-220. DOI: 10.1515/LIBR.2000.217.
- Genieva, Ekaterina. «Access to information and the public domain in post “Perestroyka” Russia: a paradoxical experience». A: Infoetica2000 Los desafios éticos, jurídicos y societales de ciberespacio. Tercer Congreso Internacional- París, Francia 13-15 de noviembre de 2000. Informe final y actas.  UNESCO, 2000, p. 103-114. ISBN 92-9900008-0-8.
- Genieva, Ekaterina «The role of displaced book collections in culture». Library Trends, 52, 1, 2003, pàg. 151-156.